# Inclination (novell)
"Inclination" är en science fiction-kortroman av William Shunn. Berättelsen blev nominerad till såväl Hugopriset som Nebulapriset för bästa kortroman 2007. Den dök upp i 2006 års april/maj-utgåva av Asimov's Science Fiction.
Boken handlar om en ung man vid namn Jude, och hans besvärliga väg till självinsikter genom tvivel på "sanningar", som han itutats under uppväxten. Jude bor med sin far på en jättelik rymdstation i en avlägsen framtid. De tillhör en liten avgränsad sträng religiös sekt som skyr avancerad teknik. Denna uppfattning kommer i konflikt med verkligheten, när avancemang i nödvändigt arbete som stuvare utanför gruppens eget område är beroende av biomodifikationer för att tåla rymdmiljön.
Just berättandet inifrån är skickligt genomfört av Shunn med egen erfarenhet av frigörelse från ett mormon-kollektiv.
"Inclination" är en tredje del i Shunns "Netherview Station"-serie av löst länkade berättelser, vilken också inkluderar "The Practical Ramifications of Interstellar Packet Loss" och "Dance of the Yellow-Breasted Luddites".